# Grammaire du catalan
Le catalan est une langue romane parlée en Europe, principalement dans l'est de l’Espagne (en Catalogne, dans la partie la plus à l'est de l'Aragon (la Franja), dans la Communauté valencienne et aux Îles Baléares) ainsi que dans le département français des Pyrénées-Orientales (la Catalogne du Nord). Elle est également la langue officielle de la Principauté d'Andorre.

## Morphologie

### Articles et noms
En catalan, les noms des êtres inanimés ou abstraits peuvent être masculins ou féminins.

#### Articles définis
|           | Masculin | Féminin |
| --------- | -------- | ------- |
| singulier | el, l'   | la, l'  |
| pluriel   | els      | les     |

#### Articles indéfinis
|           | Masculin | Féminin |
| --------- | -------- | ------- |
| singulier | un       | una     |
| pluriel   | uns      | unes    |

#### Noms
On peut diviser les noms des êtres animés non humains en quatre groupes :
- Masculin pour mâle et femelle:
  - Un cocodril (un crocodile, mâle ou femelle)
  - Un rossinyol (un rossignol)
- Féminin pour mâle et femelle:
  - Una guilla/una rabosa (renard/renarde)
  - Una sargantana  (petit lézard)
- Différent pour mâle et femelle:
  - Un cavall (un cheval) Una egua (une jument)
  - Un brau/un bou (un taureau) Una vaca (une vache)
- Avec le même lexème
  - Un gos (un chien) Una gossa (une chienne)
  - Un lleó (un lion) Una lleona (une lionne)

Les noms d’êtres humains se divisent comme suit :
- Seulement masculins
  - Un fuster (un menuisier)
  - Un paleta (un maçon)
- Seulement féminins
  - Una pentinadora (un coiffeur/une coiffeuse)
- Même forme pour les deux
  - Un/a modista (un/e couturier/ère)
  - Un/a fraticida
- Lexème identique ou similaire
  - Un cuiner (cuisinier) Una cuinera (cuisinière)
  - Un mestre (maître) Una mestra (maîtresse)
- Même lexème, terminaison différente
  - Un actor (un acteur)  Una actriu (une actrice)
  - Un metge (un médecin) Una metgessa (une femme médecin)
- Double possibilité
  - Un advocat (un avocat) Una advocada/advocatessa (une avocate)
  - Un poeta (un poète) Una poeta/poetessa (une poétesse)
  - Un déu (un dieu) Una dea/deessa (une déesse)
- Différents
  - Un home (un homme) Una dona (une femme)
  - Un amo (un maître, un propriétaire) Una mestressa (une maîtresse, une propriétaire)

### Adjectifs
En catalan, les adjectifs s'accordent en genre et en nombre avec le nom. Ils se divisent en trois groupes :
- 4 formes : masculin singulier (blanc), féminin singulier (blanca), masculin pluriel (blancs), féminin pluriel (blanques)
- 3 formes : singulier (feliç), masculin pluriel (feliços), féminin pluriel (felices)
- 2 formes : singulier (diferent), pluriel (diferents)

### Les pluriels des noms et des adjectifs
- Le pluriel de tous les noms et de tous les adjectifs se forme en ajoutant un -s. Dans la plupart des cas, on ajoute simplement un -s à la forme au singulier.
  - Roure (chêne) → Roures (chênes)
  - Fort (fort) → Forts (forts)
- Les mots se terminant par un -a atone au singulier finissent en -es au pluriel. Parfois, on modifie la dernière consonne:

| Transformation      | Singulier           | Pluriel  |
| ------------------- | ------------------- | -------- |
| ç → c               | balança ("balance") | balances |
|                     | dolça ("douce")     | dolces   |
| c → qu              | cuca ("bestiole")   | cuques   |
|                     | seca ("sèche")      | seques   |
| cu o qu → qü        | Pasqua ("Pâques")   | Pasqües  |
|                     | iniqua ("inquiète") | iniqües  |
| j → g (normalement) | platja ("plage")    | platges  |
|                     | roja ("rouge")      | roges    |
| g → gu              | vaga ("grève")      | vagues   |
|                     | amarg ("amer")      | amargues |
| gu → gü             | llengua ("langue")  | llengües |
|                     | ambigua ("ambiguë") | ambigües |

- Les mots finissant par une voyelle tonique font leur pluriel en -ns.
  - Cantó (côté) Cantons (côtés)
  - Ple (plein) Plens (pleins)

Mais certains mots peuvent faire leur pluriel indifféremment en -s ou en -ns.
- - ases ou àsens  (ânes)
  - coves ou còvens (grottes)
  - freixes ou fréixens (frênes)
  - homes ou hòmens (hommes)
  - joves ou jóvens (jeunes)
  - marges ou màrgens (marges)
  - orfes ou òrfens (orphelins)
  - raves ou ràvens (radis)
  - termes ou térmens (termes)
  - verges ou vèrgens (vierges)

Les mots d'origine non latine font leur pluriel exclusivement en -s.
- - Sofà (canapé) Sofàs (canapés)
  - Cafè (café) Cafès (cafés)
- Les mots qui finissent par -s, -x ou –ç, avec l’accent tonique sur la dernière syllabe, se terminent en -os au pluriel. Certains mots finissant en -s la doublent.
  - Gas (gaz) Gasos
  - Gos (chien) Gossos
  - Braç (bras) Braços
  - Reflex (réfléchi) Reflexos
  - Gris (gris) Grisos
  - Espès (épais) Espessos
- Les mots masculins finissant par -sc, -st ou -xt, avec l’accent tonique sur la dernière syllabe, peuvent faire leur pluriel en -s ou en -os.
  - Bosc (bois/forêt) → boscos o boscs
  - Impost (impôt) → imposts o impostos
  - Text (texte) → texts o textos

```
Les mots 
post
 (poste) et 
host
 (troupe) sont féminins, on y ajoute seulement -s ou -es pour le pluriel: 
posts
 ou 
postes
.
```

- Quelques mots masculins finissant en -ig ont deux formes au pluriel.
  - faig (hêtre) → faigs ou fajos
  - passeig (promenade) → passeigs ou passejos
  - desig (désir) → desigs ou desitjos

Les formes en -gs (faigs, passeigs, desigs) sont traditionnelles et sont encore utilisées, mais les terminaisons en -os sont plus courantes, sauf dans le mot raig → raigs (rayon).

### Pronoms atones
La forme du pronom atone dépend de sa position par rapport au verbe, de la personne, du genre et de la fonction syntaxique.
Les pronoms hi, ho et li ne changent pas.
|                           |                           | Avant le verbe commençant par une ... | Avant le verbe commençant par une ... | Après le verbe finissant par une ... | Après le verbe finissant par une ... |
| consonne                  | voyelle                   | consonne                              | voyelle (cf *1)                       |                                      |                                      |
| ------------------------- | ------------------------- | ------------------------------------- | ------------------------------------- | ------------------------------------ | ------------------------------------ |
| 1re personne du singulier | 1re personne du singulier | em                                    | m'                                    | -me                                  | 'm                                   |
| 2e personne du singulier  | 2e personne du singulier  | et                                    | t'                                    | -te                                  | 't                                   |
| 3e personne du singulier  | réfléchi (cf *4)          | es (cf *3)                            | s'                                    | -se                                  | 's                                   |
| 3e personne du singulier  | COD (masculin)            | el                                    | l'                                    | -lo                                  | 'l                                   |
| 3e personne du singulier  | COD (féminin)             | la                                    | l' (cf *2)                            | -la                                  | -la                                  |
| 3e personne du singulier  | COI                       | li                                    | li                                    | -li                                  | -li                                  |
| 1re personne du pluriel   | 1re personne du pluriel   | ens                                   | ens                                   | -nos                                 | 'ns                                  |
| 2e personne du pluriel    | 2e personne du pluriel    | us                                    | us                                    | -vos                                 | us                                   |
| 3e personne du pluriel    | réfléchi                  | es (cf *3)                            | s'                                    | -se                                  | 's                                   |
| 3e personne du pluriel    | COD (masculin)            | els                                   | els                                   | -los                                 | 'ls                                  |
| 3e personne du pluriel    | COD (féminin)             | les                                   | les                                   | -les                                 | -les                                 |
| 3e personne du pluriel    | COI (masculin et féminin) | els                                   | els                                   | -los                                 | 'ls                                  |

(*1) A l'exception des verbes se terminant par une diphtongue (au, eu, iu, ou, uu...) pour lesquels on utilise la forme des pronoms de la colonne précédente.
(*2) A l'exception des verbes commençant par « (h)i » ou «  h)u » non toniques pour lesquels on utilise la forme pleine « la ».
(*3) A l'exception des verbes commençant par « s » pour lesquels on utilise la forme  « se » à la place de « es ». 
(*4) Bien que ce ne soit pas un pronom, la préposition « en » subit les mêmes types de transformation (soit : en, n', -ne, 'n) que le pronom réfléchi « es ».

### Le verbe
Il existe trois groupes de verbes :
| Conjugaison | Voyelle thématique | Infinitifs modèles |
| I           | -a-                | cant-a-r           |
| II a        | -e-                | tém-e-r            |
| II b        | -e                 | perd-r-e           |
| III a       | -i-                | serv-i-r           |
| III b       | -i-                | dorm-i-r           |

Conjugaison des verbes dans les formes des plus importants dialectes catalans :
- Formes centrales (C)
- Formes du nord-est (N)
- Formes de Roussillon (R)
- Formes valenciennes (V)
- Formes valenciennes très soutenues (VS),
- Îles Baléares(B)

Quelques mémos et rappels.
Imparfait du subjonctif Catalan 
Tornar 
tornes 
tornessis 
tornes 
tornessim 
tornessiu 
tornessin
Llegir 
llegis 
llegissis 
llegis 
llegissim 
llegissiu
llegissin 
Vb reguliers : ER – AR > es- essis – es -essim -essiu – essin  
IR > is – issis – is – issim – issiu – issin
Vb irréguliers :
SER                        
fos 
fossis 
fos 
fóssim
fóssiu 
fossin 
FER 
Fés 
fessis 
fés 
féssim 
féssiu 
fessin 
VOLER
volgués 
volguessis
volgués 
volguéssim 
volguéssiu
volguin 
VEURE 
veiés 
veiessis
veiés 
veiéssim
veiéssiu
veiessin 
Conditionnel Catalan 
CANTAR 
cantaria 
cantaries 
cantaria 
cantaríem
cantaríeu 
cantarien 
PERDRE 
perdria 
perdries 
perdria 
perdríem 
perdríeu 
perdrien 
Verbes irréguliers
ANAR aniria
TENIR tindria
SABER sabria
VOLER voldria
FER faria
VENIR vindria
HAVER hauria
PODER podria
Subjonctif Catalan 
Vbs réguliers : i – is – i – em – eu – in > -AR – ER
```
                       i – is – i – im – iu – in > - IR 
```

Vbs irréguliers
ANAR vagi – vagis – vagi – anem – aneu – vagin.
FER faci – facis – faci – fem – feu – facin 
SER sigui – siguis – sigui – siguem – sigueu – siguin.
VEURE vegi – vegis – vegi – vegem – vegeu – vegin 
HAVER hagi – hagis – hagi – hagem – hagiu – hagin 
| Modèle I | Modèle II | Modèle II | Modèle IIIa | Modèle IIIa | Modèle IIIb |
| --- | --- | --- | --- | --- | --- |
| Infinitif | | | | | |
| cantar | perdre | témer | patir | trair | dormir |
| beure | | | | | |
| cantant | perdent | tement | patient | traint | dormint |
| Participe 5 | | | | | |
| cantat, cantada cantats, cantades | perdut, perduda perduts, perdudes | temut, temuda temuts, temudes | patit, patida patits, patides | traït, traïda traïts, traïdes | dormit, dormida dormits, dormides |
| Indicatif | | | | | |
| Présent | | | | | |
| - cantoC, canteV, cantB,N, cantiR ² - cantes - canta - cantem, cantamB - canteu, cantauB - canten | - perdo, perd, perdiR - perds - perd - perdem - perdeu - perden | - temo, tem, temiR - tems - tem - temem - temeu - temen | - pateixoC, patixoN, patiscV, patescB,VS, pateixiR ³ - pateixes, patixes - pateix, patix - patim - patiu - pateixen, patixen                                                                                               | - traeixoC, traïxoN, traïscV, traescB,VS, traeixiR - traeixes, traïxes - traeix, traïx - traïm - traïu - traeixen, traïxen | - dormo, dorm, dormiR - dorms - dorm - dormim - dormiu - dormen |
| Passé composé | | | | | |
| - he cantat - has cantat - ha cantat - hem cantat - heu cantat - han cantat | - Idem | - Idem | - Idem | - Idem | - Idem |
| Imparfait | | | | | |
| - cantava - cantaves - cantava - cantàvem - cantàveu - cantaven | - perdia - perdies - perdia - perdíem - perdíeu - perdien | - temia - temies - temia - temíem - temíeu - temien | - patia - paties - patia - patíem - patíeu - patien | - traïa - traïes - traïa - traíem - traíeu - traïen | - dormia - dormies - dormia - dormíem - dormíeu - dormien |
| Plus-que-parfait | | | | | |
| - havia cantat - havies cantat - havia cantat - havíem cantat - havíeu cantat - havien cantat | - Idem | - Idem | - Idem | - Idem | - Idem |
| Passé simple | | | | | |
| - cantí - cantares - cantà - cantàrem - cantàreu - cantaren | - perdí - perderes - perdé - perdérem - perdéreu - perderen | - temí - temeres - temé - temérem - teméreu - temeren | - patí - patires - patí - patírem - patíreu - patiren | - traí - traïres - traí - traírem - traíreu - traïren | - dormí - dormires - dormí - dormírem - dormíreu - dormiren |
| Passé antérieur | | | | | |
| - haguí cantat - hagueres cantat - hagué cantat - haguérem cantat - haguéreu cantat - hagueren cantat | - Idem | - Idem | - Idem | - Idem | - Idem |
| Passé parfait périphrastique | | | | | |
| - vaig cantar - vas/vares cantar - va cantar - vam/vàrem cantar - vau/vàreu cantar - van/varen cantar | - Idem | - Idem | - Idem | - Idem | - Idem |
| Passé antérieur périphrastique | | | | | |
| - vaig haver cantat - vas/vares haver cantat - va haver cantat - vam/vàrem haver cantat - vau/vàreu haver cantat - van/varen haver cantat | - Idem | - Idem | - Idem | - Idem | - Idem |
| Futur | | | | | |
| - cantaré - cantaràs - cantarà - cantarem - cantareu - cantaran | - perdré - perdràs - perdrà - perdrem - perdreu - perdran | - temeré - temeràs - temerà - temerem - temereu - temeran | - patiré - patiràs - patirà - patirem - patireu - patiran | - trairé - trairàs - trairà - trairem - traireu - trairan | - dormiré - dormiràs - dormirà - dormirem - dormireu - dormiran |
| Futur antérieur | | | | | |
| - haurè cantat - hauràs cantat - haurà cantat - haurem cantat - haureu cantat - hauran cantat | - Idem | - Idem | - Idem | - Idem | - Idem |
| Conditionnel | | | | | |
| - cantaria - cantaries - cantaria - cantaríem - cantaríeu - cantarien | - perdria 4 - perdries - perdria - perdríem - perdríeu - perdrien | - temeria - temeries - temeria - temeríem - temeríeu - temerien                                                                                                   | - patiria - patiries - patiria - patiríem - patiríeu - patirien | - trairia - trairies - trairia - trairíem - trairíeu - trairien | - dormiria - dormiries - dormiria - dormiríem - dormiríeu - dormirien |
| Conditionnel passé | | | | | |
| - hauria, haguera cantat - hauries, hagueres cantat - hauria, haguera cantat - hauríem, haguérem cantat - hauríeu, haguéreu cantat - haurien, hagueren cantat                                                                                       | - Idem | - Idem | - Idem | - Idem | - Idem |
| Subjonctif | | | | | |
| Présent | | | | | |
| - canti, cante - cantis, cantes - canti, cante - cantem - canteu - cantin, canten | - perdi, perda - perdis, perdes - perdi, perda - perdem - perdeu - perdin, perden                                                                                                 | - temi, tema - temis, temes - temi, tema - temem - temeu - temin, temen                                                                                           | - pateixi, patisca, patescaVS,B, patesquiB - pateixis, patisques, patesquesB, patesquisB - pateixi, patisca, patescaVS,B, patesquiB - patim, patiguemB - patiu, patigueuB - pateixin, patisquen, patesquenVS,B, patesquinB | - traeixi, traïsca, traescaVS,B, traesquiB - traeixis, traïsques, traesquesVS,B, traesquisB - traeixi, traïsca, traescaVS,B, traesquiB - traïm, traïguemB - traïu, traïgueuB - traeixin, traïsquen, traesquenVS,B, traesquinB | - dormi, dorma - dormis, dormes - dormi, dorma - dormim, dormiguemB - dormiu, dormigueuB - dormin, dormen                                                                         |
| Imparfait | | | | | |
| - cantés, cantaraV, cantàsB - cantessis, cantaresV, cantessesB, cantassisB - cantés, cantaraV, cantàsB - cantéssim, cantàremV, cantéssemB, cantàssimB - cantéssiu, cantàreuV, cantésseuB, cantàssiuB - cantessin, cantarenV, cantessenB, cantassinB | - perdés, perderaV - perdessis, perderesV, perdessesB - perdés, perderaV - perdéssim, perdéremV, perdéssemB - perdéssiu, perdéreuV, perdésseuB - perdessin, perderenV, perdessenB | - temés, temeraV - temessis, temeresV, temessesB - temés, temeraV - teméssim, teméremV, teméssemB - teméssiu, teméreuV, temésseuB - temessin, temerenV, temessenB | - patís, patiraV - patissis, patiresV, patissesB - patís, patiraV - patíssim, patíremV, patíssemB - patíssiu, patíreuV, patísseuB - patissin, patirenV, patissenB                                                          | - traís, traïraV - traïssis, traïresV, traïssesB - traís, traïraV - traíssim, traíremV, traíssemB - traíssiu, traíreuV, traísseuB - traïssin, traïrenV, traïssenB                                                             | - dormís, dormiraV - dormissis, dormiresV, dormissesB - dormís, dormiraV - dormíssim, dormíremV, dormíssemB - dormíssiu, dormíreuV, dormísseuB - dormissin, dormirenV, dormissenB |
| Passé parfait périphrasique | | | | | |
| - vagi, vaja cantar - vagis, vages cantar - vagi, vaja cantar - vàgim, vàgem cantar - vàgiu, vàgueu cantar - vagin, vagen cantar | - Idem | - Idem | - Idem | - Idem | - Idem |
| Passé parfait | | | | | |
| - Hagi, haja cantat - hagis, hages cantat - hagi, haja cantat - hàgim, hàguem cantat - hàgiu, hàgueu cantat - hàgin, haguen cantat | - Idem | - Idem | - Idem | - Idem | - Idem |
| Imparfait | | | | | |
| - Hagués, hagueraV cantat - Haguessis, haguesses, hagueresV cantat - Hagués, hagueraV cantat - Haguéssim, haguéssem, haguéremV cantat - Haguéssiu, haguésseu, haguéreuV cantat - Haguéssin, haguéssen, haguerenV cantat                             | - Idem | - Idem | - Idem | - Idem | - Idem |
| Passé antérieur périphrasique | | | | | |
| - vagi, vaja haver cantat - vagis, vages haver cantat - vagi, vaja haver cantat - vàgim, vagem haver cantat - vàgiu, vàgeu haver cantat - vagin, vagen haver cantat                                                                                 | - Idem | - Idem | - Idem | - Idem | - Idem |
| Impératif | | | | | |
| - canta - canti, cante - cantem - canteu, cantauB - cantin, canten | - perd - perdi, perda - perdem - perdeu - perdin, perden | - tem - temi, tema - temem - temeu - temin, temen | - pateix, patix - pateixi, patisca, patescaVS, patesquiB - patim, patiguem - patiu - pateixin, patisquen, patesquenVS, patesquinB                                                                                          | - traeix, traïx - traeixi, traïsca, traescaVS, traesquiB - traïm, traïguem - traïu - traeixin, traïsquen, traesquenVS, traesquinB                                                                                             | - dorm - dormi, dorma - dormim, dormiguem - dormiu - dormin, dormen |